# Matricaria szowitzii
Matricaria szowitzii là một loài thực vật có hoa trong họ Cúc. Loài này được (DC.) Rauschert mô tả khoa học đầu tiên năm 1974.